# Кушнірек Ганна Василівна
Ганна Василівна Кушнірек (10 серпня 1938, село Вашківці, Королівство Румунія, тепер Сокирянського району Чернівецької області) — українська радянська діячка, котонниця Чернівецького виробничого панчішного об'єднання імені 50-річчя Великої Жовтневої соціалістичної революції Чернівецької області. Депутат Верховної Ради СРСР 7—8-го скликань.

## Життєпис
Народилася 10 серпня 1938 року в селянській родині Василя Базя в селі Вашківці на Буковині. Батько загинув на фронтах Другої світової війни.
З 1954 по 1955 рік навчалася в школі фабрично-заводського учнівства трикотажників у місті Чернівці. Освіта середня: без відриву від виробництва закінчила вечірню середню школу.
У 1955—1965 роках — кетельниця, гребінниця на котонній машині котонної фабрики Чернівецького панчішного комбінату. З 1965 року — котонниця котонної фабрики Чернівецького виробничого панчішного об'єднання імені 50-річчя Великої Жовтневої соціалістичної революції Чернівецької області.
Член КПРС з 1969 року.
Потім — на пенсії в місті Чернівцях.

## Нагороди
- ордени
- медалі